# デルゴシチニブ
デルゴシチニブ（Delgocitinib）は、アトピー性皮膚炎の治療を目的とした外用ヤヌスキナーゼ（JAK）阻害薬である。ヤヌスキナーゼ阻害薬は関節リウマチや潰瘍性大腸炎、真性多血症等の治療薬として使用されているが、外用剤としてアトピー性皮膚炎の治療に応用したものとしては世界初である。製品名コレクチム軟膏。
0.5%軟膏が2019年1月に承認申請され、2020年1月23日に承認された。また小児用の製剤として、0.25%軟膏が2020年5月に承認申請された。

## 効能または効果
- アトピー性皮膚炎

## 用法及び用量
- コレクチム軟膏0.5％
  - 通常，成人には，0.5％製剤を1日2回，適量を患部に塗布する。なお，1回あたりの塗布量は5gまでとする。
  - 通常，小児には，0.25％製剤を1日2回，適量を患部に塗布する。症状に応じて，0.5％製剤を1日2回塗布することができる。なお，1回あたりの塗布量は5gまでとするが，体格を考慮すること。
- コレクチム軟膏0.25％
  - 通常，小児には，0.25％製剤を1日2回，適量を患部に塗布する。症状に応じて，0.5％製剤を1日2回塗布することができる。なお，1回あたりの塗布量は5gまでとするが，体格を考慮すること。

## 作用機序
デルゴシチニブはヤヌスキナーゼファミリー（JAK1、JAK2、JAK3、TYK2）の全てを阻害し、サイトカインによるSTATリン酸化を抑止して、T細胞、B細胞、肥満細胞、単球等の免疫細胞および炎症細胞の活性化を抑制する事で投与部位における炎症を沈静化する。また同時にインターロイキン-31（IL-31）が誘発する瘙痒を抑制する:4。

## 副作用
重大な副作用は設定されていないが、免疫抑制剤であるので、毛包炎（2.5%）等の感染症が報告されている。